# Реформа немецкого правописания (1996)

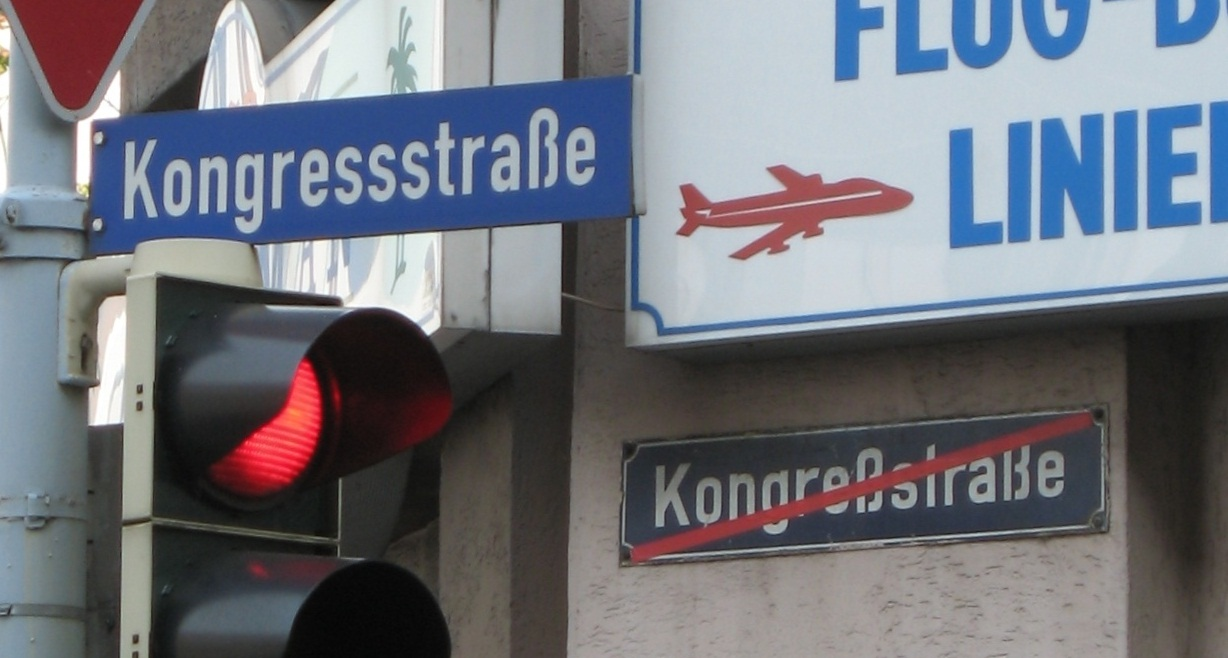
Уличный знак, Ахен (видно утроение согласной и эсцет)

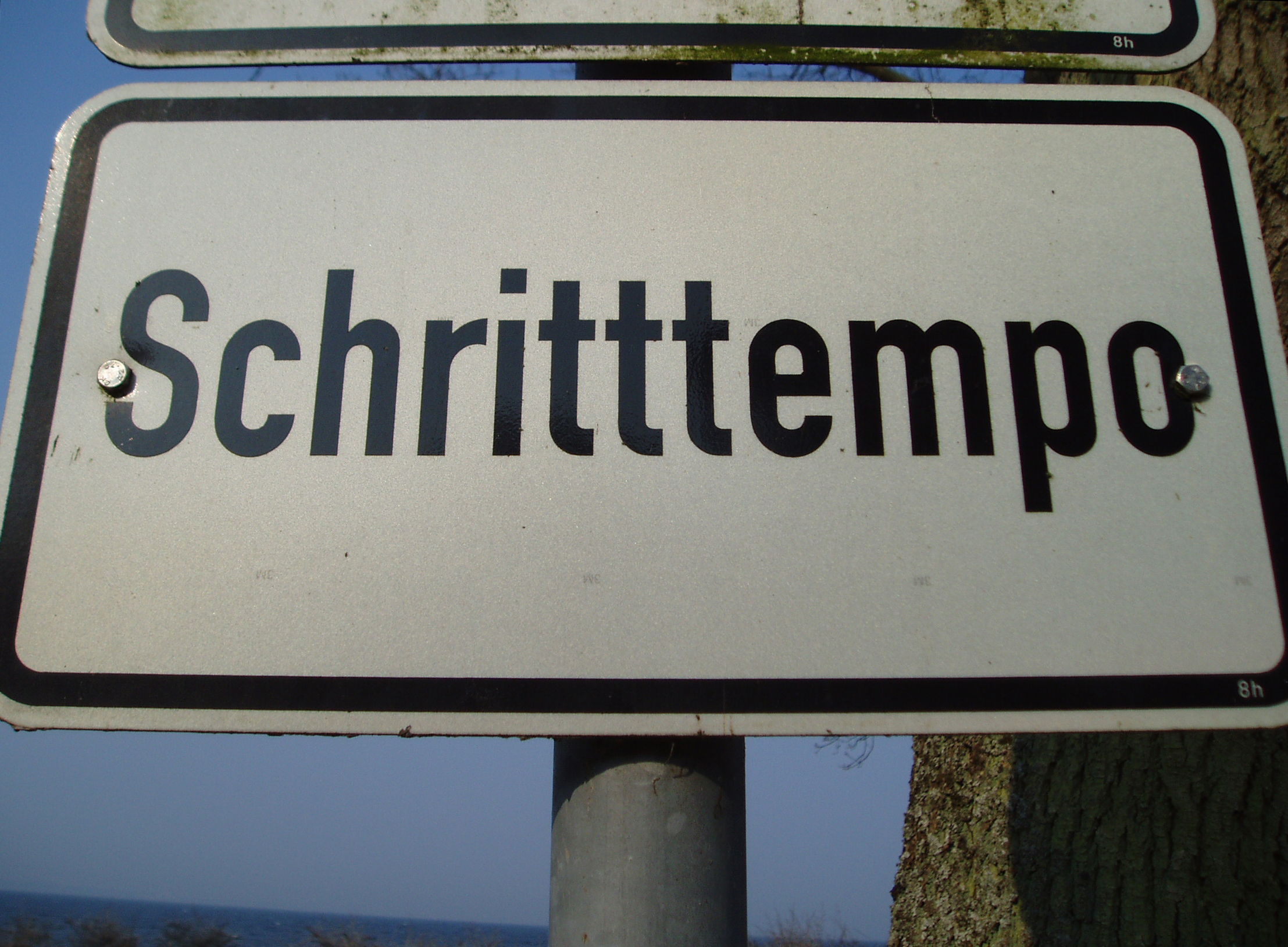
Утроенный согласный t на знаке

Рефо́рма неме́цкого правописа́ния 1996 года (нем. Reform der deutschen Rechtschreibung) — принятая в 1996 году реформа, ставящая целью упростить немецкую орфографию и пунктуацию. До сегодняшнего времени реформа не принимается однозначно и имеет как сторонников, так и противников в различных слоях общества: от школьников до политиков (см. Реформа немецкого правописания 1996 года: за и против).

## История реформы

### Первый этап: 1996—2005 года
Власти Германии на уровне федеральных земель, Австрии, Швейцарии и других стран с немецкоязычным населением в 1996 году обязались ввести новые правила в употребление до 1 августа 1998 года. После их введения стали выпускаться первые словари и учебники, однако противники реформ настаивали на том, чтобы процесс разработки новых правил согласовывался с широкой общественностью, что так и не было выполнено.
На Франкфуртской книжной ярмарке 1996 года сотни писателей и филологов выступили за остановку реформы и возврат к прежним правилам. Тяжбы продолжались весь 1997 год, и 14 июля 1998 Конституционный суд Германии объявил, что реформа продолжится. В то же время в земле Шлезвиг-Гольштейн по итогам референдума было решено перейти к дореформенным правилам правописания. Подобная инициатива имела место и в Баварии.

### Второй этап: 2005 год
В 2004—2005 годах среди противников реформы были многие знаменитые писатели, деятели культуры и искусства, журналисты и даже политики. Всё это способствовало значительному пересмотру тех положений, которые диктовала реформа. Этому также способствовал отказ от новых правил авторитетных издательств и газет, таких как Axel-Springer-Verlag, Der Spiegel, Süddeutsche Zeitung. На встрече министров культуры 25 сентября 2004 года было решено продолжить реформу и принять её окончательный вариант уже 1 августа 2005 в 14 федеральных землях, как это было закреплено в договоре немецкоязычных стран. 17 декабря 2004 года Совет по немецкому правописанию продолжил работу. Однако на этом реформа не была окончена.
Не возымев успеха, новые правила были впоследствии отвергнуты частью школ, многими учителями, а также изданиями Frankfurter Allgemeine Zeitung и Die Welt. Отсрочки в проведении реформы также были непопулярны, хотя 16 июля 2005 даже Северный Рейн-Вестфалия и Бавария, «освобождённые» от реформы, временно внедрили её у себя. В итоге, по истечении срока внедрения, 1 августа 2005 года новые правила считались обязательными повсеместно, во всех школах и государственных учреждениях Германии.

### Третий этап: 2006 год
В 2006 году «реформа реформируется» по-новой, в частности, были разрешены некоторые разногласия в написании строчных и прописных букв, а также случаи слитного и раздельного написания, например, глаголов друг с другом и прилагательных с другими частями речи. Все эти поправки нашли своё отражение в третьем варианте реформы, который был представлен 1 августа 2006 года. Именно этот вариант становится окончательным, на него переходят все немецкоязычные издания, лишь отчасти уходя от правил и применяя свои варианты.

## Содержание реформы
Целью реформы было упрощение немецкого правописания, хотя на самом деле почти за десять лет её проведения и за пятнадцать лет существования возникло больше путаницы. В результате реформы было ограничено употребление буквы ß, которая стала употребляться лишь после дифтонгов и долгих гласных (Stoß, saß, beißen), но после кратких гласных там, где изначально писалась ß, теперь пишется заменяющая её удвоенная ss (среди самых распространённых примеров — союз dass и корень -wuss- в таких словах как wusste, bewusst (от глагола wissen)). Раздельно стали писаться составные глаголы типа kennen lernen, spazieren gehen — теперь они представляют собой словосочетания. В сложных словах, где на стыке трёх согласных ранее писалось только две (Bettuch = Bett + Tuch), сегодня пишутся все три (Betttuch). В пунктуации было утрировано значение запятой в некоторых сложноподчинённых предложениях, а также в предложениях с конструкцией Infinitiv + zu.

## Словари
Словари Duden начинают использовать новые правила с 1996 года, то есть с 21-го издания. В 2006 году все поправки были учтены в издании 24-м. Новые варианты правописания были учтены в изданиях Wahrig и большинства других менее известных словарей.